# انژو-ژنیسیا
انژو-ژنیسیا (به فرانسوی: Injoux-Génissiat) یک کمون در فرانسه است که در Canton of Bellegarde-sur-Valserine واقع شده‌است.

## خصوصیات
انژو-ژنیسیا ۲۹٫۶۱ کیلومترمربع مساحت و ۱٬۰۱۴ نفر جمعیت دارد و ۵۵۶ متر بالاتر از سطح دریا واقع شده‌است.